# みやこどり (消防艇・4代)
みやこどりは、東京消防庁の消防艇。同名船としては4代目にあたる。

## 設計
船型は平甲板型、没水部船型はV型、船質は鋼である。また3層の上部構造物は軽合金製である。基本的な構成は先代の同名船と同様だが、総トン数にして6割以上の大型化となった。
主機関としてはMTU式ディーゼルエンジン3基を備えている。これは大主機（両舷機）2基と小主機（中央機）1基から構成されており、小主機の出力は大主機の半分程度である。なお前船では、逆に中央機が大主機、両舷機が小主機とされていた。推進器はウォータージェット推進方式であり、またサイドスラスターも備えられている。なお操船装置は高度に自動化されており、放水による反動に対応した定点維持も可能である。
なお本船は24時間の即応体制を維持するために3クルー制を取っており、船長も3名いる。

## 装備
消防ポンプは主機関それぞれに接続されており、合計放水量は毎分70,000リットルに達するが、これはおおむね前船の40パーセント増に相当する。放水砲は下記6基を備えている。
- 伸縮式放水塔（毎分5,000リットル）×2基
- 01甲板レベル（毎分10,000リットル）×2基
- 船首甲板（毎分15,000リットル）×2基

化学消火剤の搭載量は、先代の同名船では6,000リットルであったが、本船では1.5倍に増加した。また前船と同様に、上甲板船首部には流出油処理用の放水装置を備え、船尾にはオイルフェンスのシューターを装備している。なお海洋汚染防止法などの関係で、油処理剤の使用には海上保安庁の許可が必要とされていた。
100トンを超える大型艇であることから指揮艇としての機能もあり、操舵室（航海船橋甲板）下方の船橋甲板には指揮作戦室（オペレーション・ルーム）が設置された。ここは大型のモニターを用いた会議ができるような配置とされている。火災状況監視のため、自動追尾機能を備えた熱線映像装置（サーモグラフィー）が装備され、またヘリコプタ映像受信システムにも対応している。更に水中状況確認のため、サーチライト・ソナーおよびマルチビーム・ソナーも搭載された。
上部構造物の後方には複合艇1隻と、その揚降および荷役用のクレーン2基が設置された。また船尾甲板はヘリコプター用緊急救助スペースとして確保されている
船体の大型化に伴い、舷の高い上甲板からでは水面の要救助者の救護が困難となる状況が想定されたことから、船体中部両舷には救助者揚架装置（舷側エレベータ）2基を備えている。オペレーション・ルームの下には高規格救急車と同様の機能を備えた上甲板救護室が設置されており、ここには、上甲板に収容した要救助者をストレッチャーで速やかに搬入できるよう、十分な大きさの両開きドアが備えられた。またその下にも上甲板下救護室が設けられ、ここには二段ベッド式のものを含めて、病床を設置している。両室あわせて全14床の病床が確保された。

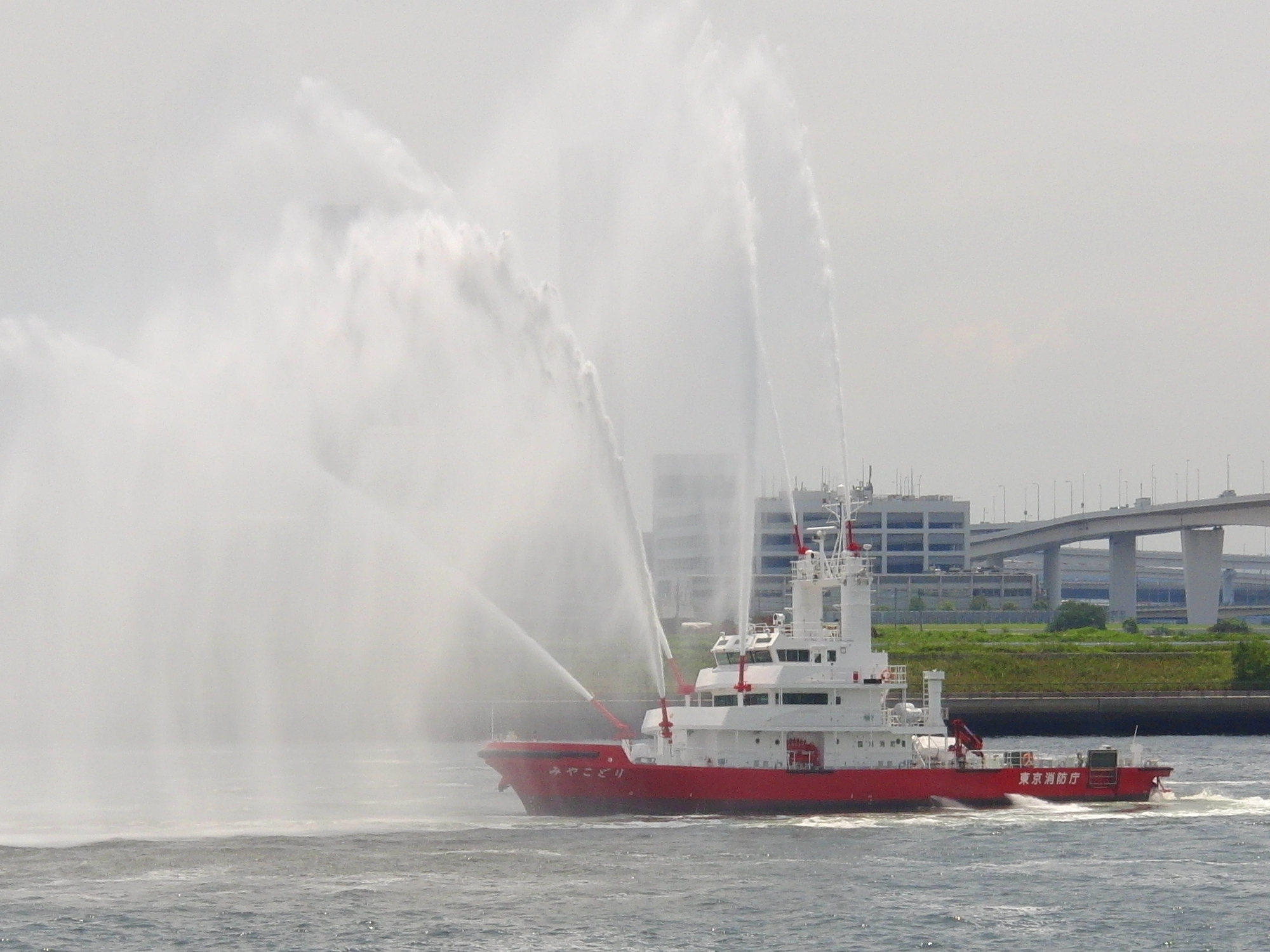
放水シーン